# Tomás Borge

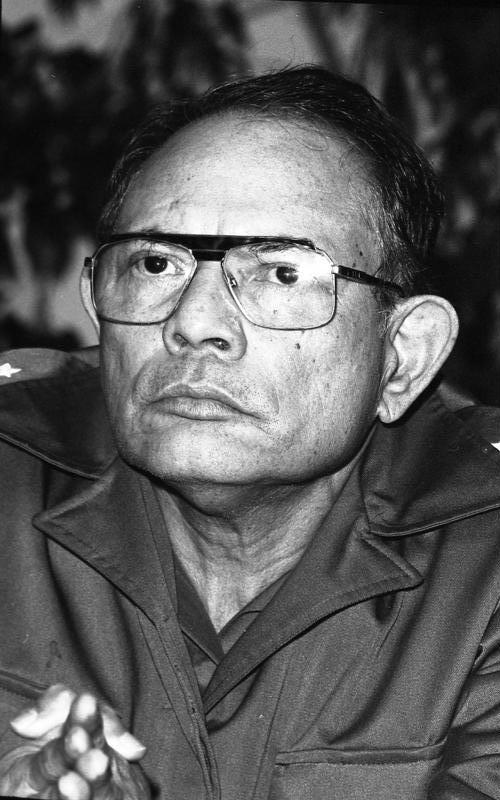
Tomás Borge Martinez

Tomás Borge Martínez (ur. 13 sierpnia 1930, zm. 30 kwietnia 2012) – nikaraguański polityk, pisarz, poeta i eseista, współzałożyciel (1961) FSLN (Sandinistowskiego Frontu Wyzwolenia Narodowego), przywódca jego gevarystycznej frakcji – GPP (guerra popular prolongada – przedłużona wojna ludowa).
Od 1975 do 1978 przebywał w więzieniu. W 1978 znalazł się w kierownictwie FSLN. Sprawował urząd ministra spraw wewnętrznych od 1979 do 1990.